# Campeonato Sub-17 de la AFC 1994
El Campeonato Sub-17 de la AFC 1994 fue la sexta edición del torneo de fútbol a nivel de selecciones nacionales categoría sub-17 más importante de Asia organizado por la Confederación Asiática de Fútbol y que contó como la eliminatoria del continente rumbo al Mundial Sub-17 de 1995.
Japón venció en la final al anfitrión Catar para ganar el título continental por primera ocasión.

## Eliminatoria

### Grupo 1
Omán eliminó a Jordania y Pakistán en el grupo jugado en Amán, Jordania.

### Grupo 2
Arabia Saudita y Emiratos Árabes Unidos eliminaron a Siria y Yemen en el grupo jugado en Damasco, Siria.

### Grupo 3
Uzbekistán eliminó a Kazajistán, Tayikistán y Kirguistán en el grupo jugado en Alma-Ata, Kazajistán.

### Grupo 4
Baréin eliminó a India y Kuwait en el grupo jugado en Terán, Irán.

### Grupo 5
Irak y China eliminaron a Hong Kong en el grupo jugado en Shinjiazuang, China.

### Grupo 6
Japón y Corea del Sur eliminaron a Guam en el grupo jugado en Seúl, Corea del Sur.

## Fase de grupos

### Grupo A
| País           | Pts | J | W | D | P | GF | GC | GD  |
| -------------- | --- | - | - | - | - | -- | -- | --- |
| Omán           | 9   | 4 | 3 | 0 | 1 | 11 | 2  | +9  |
| Catar          | 9   | 4 | 3 | 0 | 1 | 9  | 3  | +6  |
| China          | 6   | 4 | 2 | 0 | 2 | 14 | 5  | +9  |
| Arabia Saudita | 6   | 4 | 2 | 0 | 2 | 8  | 4  | +4  |
| Uzbekistán     | 0   | 4 | 0 | 0 | 4 | 3  | 31 | -28 |

| Equipo 1       | Resultado | Equipo 2       |
| -------------- | --------- | -------------- |
| Catar          | 2-1       | China          |
| Arabia Saudita | 6-1       | Uzbekistán     |
| Omán           | 2-0       | China          |
| Uzbekistán     | 1-6       | Catar          |
| China          | 11-0      | Uzbekistán     |
| Omán           | 1-0       | Arabia Saudita |
| Uzbekistán     | 1-8       | Omán           |
| Catar          | 0-1       | Arabia Saudita |
| Arabia Saudita | 1-2       | China          |
| Catar          | 1-0       | Omán           |

### Grupo B
| País          | Pts | J | W | D | P | GF | GC | GD |
| ------------- | --- | - | - | - | - | -- | -- | -- |
| Baréin        | 9   | 4 | 3 | 0 | 1 | 8  | 4  | +4 |
| Japón         | 6   | 4 | 2 | 0 | 2 | 8  | 6  | +2 |
| UAE           | 5   | 4 | 1 | 2 | 1 | 10 | 9  | +1 |
| Irak          | 4   | 4 | 1 | 1 | 2 | 4  | 7  | -3 |
| Corea del Sur | 4   | 4 | 1 | 1 | 2 | 2  | 6  | -4 |

| Equipo 1      | Resultado | Equipo 2      |
| ------------- | --------- | ------------- |
| Irak          | 0-1       | Corea del Sur |
| UAE           | 5-2       | Japón         |
| Baréin        | 2-0       | Corea del Sur |
| Japón         | 0-1       | Irak          |
| Baréin        | 3-1       | UAE           |
| Corea del Sur | 0-3       | Japón         |
| Japón         | 3-0       | Baréin        |
| Irak          | 3-3       | UAE           |
| Baréin        | 3-0       | Irak          |
| UAE           | 1-1       | Corea del Sur |

## Fase final
|  | Semifinales         | Semifinales         |   |                      | Final                | Final |  |
|  |                     |                     |   |                      |                      |       |  |
|  |                     |                     |   |                      |                      |       |  |
|  | Doha, 30 de octubre |                     |   |                      |                      |       |  |
|  | Omán                | 3                   |   |                      |                      |       |  |
|  | Japón (TE)          | 4                   |   |                      |                      |       |  |
|  |                     |                     |   |                      |                      |       |  |
|  |                     |                     |   |                      | Doha, 1 de noviembre |       |  |
|  |                     |                     |   |                      | Japón (TE)           | 1     |  |
|  |                     | Catar               | 0 |                      |                      |       |  |
|  |                     |                     |   |                      |                      |       |  |
|  |                     |                     |   |                      |                      |       |  |
|  |                     |                     |   |                      | Tercer lugar         |       |  |
|  | Doha, 30 de octubre | Doha, 30 de octubre |   | Doha, 1 de noviembre | Doha, 1 de noviembre |       |  |
|  | Baréin              | 1                   |   | Omán                 | 3                    |       |  |
|  | Catar (TE)          | 2                   |   |                      | Baréin               | 2     |  |

## Campeón
| Campeonato Sub-17 de la AFC 1994 |
| -------------------------------- |
| Bandera de Japón                 |
| Japón 1º Título                  |

## Clasificados al Mundial Sub-17
| - Japón | - Omán | - Catar |